# Pál Dunay
Pál Dunay (Asbach, 12 giugno 1909 – Budapest, 17 luglio 1993) è stato uno schermidore ungherese, vincitore di una medaglia d'oro ed una di bronzo ai campionati mondiali di scherma.